# Houwaart
Houwaart is een dorp in de Belgische provincie Vlaams-Brabant en een deelgemeente van Tielt-Winge. Houwaart was een zelfstandige gemeente tot aan de gemeentelijke herindeling van 1977.

## Toponymie
Houwaart staat voor hald - er - ûth; het is een collectief van hald-ere en betekent : land met hellingen, wat helemaal beantwoordt aan de ligging van de plaats.

## Geschiedenis
In een akte uit 1147 staat vast dat Houwaart in die tijd een bezitting was van het kapittel van Sint-Jan-Evangelist te Luik. Dit kapittel bezat eveneens het patronaat van de kerk. De abdij van Park bezat evenwel sedert 1151 de helft der tienden en kwam later in het bezit van de grote tienden.
Sedert de 13e eeuw behoorde Houwaart tot het land van Zichem. In 1526 telde het dorp met zijn gehuchten Kleerbeek, Ouwermolen en Luttelkolen 60 bewoonde huizen, vier onbewoonde en 25 huizen van de H. Geest (armen) ; daarbij een pastorie en het huis van de kapelaan. Ingevolge de beroerten en plunderingen, waarvan het Hageland het toneel was in de 16e eeuw, was het aantal der "communicantes" op het einde van de eeuw geslonken tot 60. Hierdoor gebeurde het dat de parochie lange tijd zonder pastoor was. De zielzorg werd toevertrouwd aan de pastoors van Sint-Pieters-Rode (Roeselberg) en Nieuwrode. In de 18e eeuw was het patronaat van de kerk overgegaan in handen van de prins van Rubempré (Horst) en zijn dochter Lore. Deze benoemde meestal seculiere priesters. In 1730 was een norbertijn van Park pastoor van Houwaart.

## Geografie
Houwaart ligt in een brede vallei. Ten noorden ligt de Houwaartse berg, vanwaar men een kijk heeft op het dorp. Het is vandaar dat de dichter Jan Van Beers herhaaldelijk Houwaart beschreef. Ten zuiden ligt de Roeselberg (70 m.) met de bekende kapel van Onze-Lieve-Vrouw. Van hieruit heeft men eveneens een mooie kijk op het dorp en de omgeving.

## Bezienswaardigheden
- De Sint-Denijskerk met romaanse toren (ca. 1300)
- De pastorie
- De Roeselbergkapel
- Het Kasteel van Kleerbeek

## Natuur en landschap
Houwaart ligt in het Hageland op een hoogte van 29-70 meter. Het hoogste punt is de Roeselberg ten zuiden van het dorp. In het noorden ligt de Houwaartseberg die ruim 63 meter hoog is. Het betreft getuigenheuvels. Een belangrijk natuurgebied is het Walenbos.

## Demografische ontwikkeling
- Bronnen:NIS, Opm:1831 tot en met 1970=volkstellingen; 1976 = inwoneraantal op 31 december

## Mobiliteit
De N223 verbindt het dorp met de autosnelweg E314 en de steden Aarschot en Tienen.

## Galerij

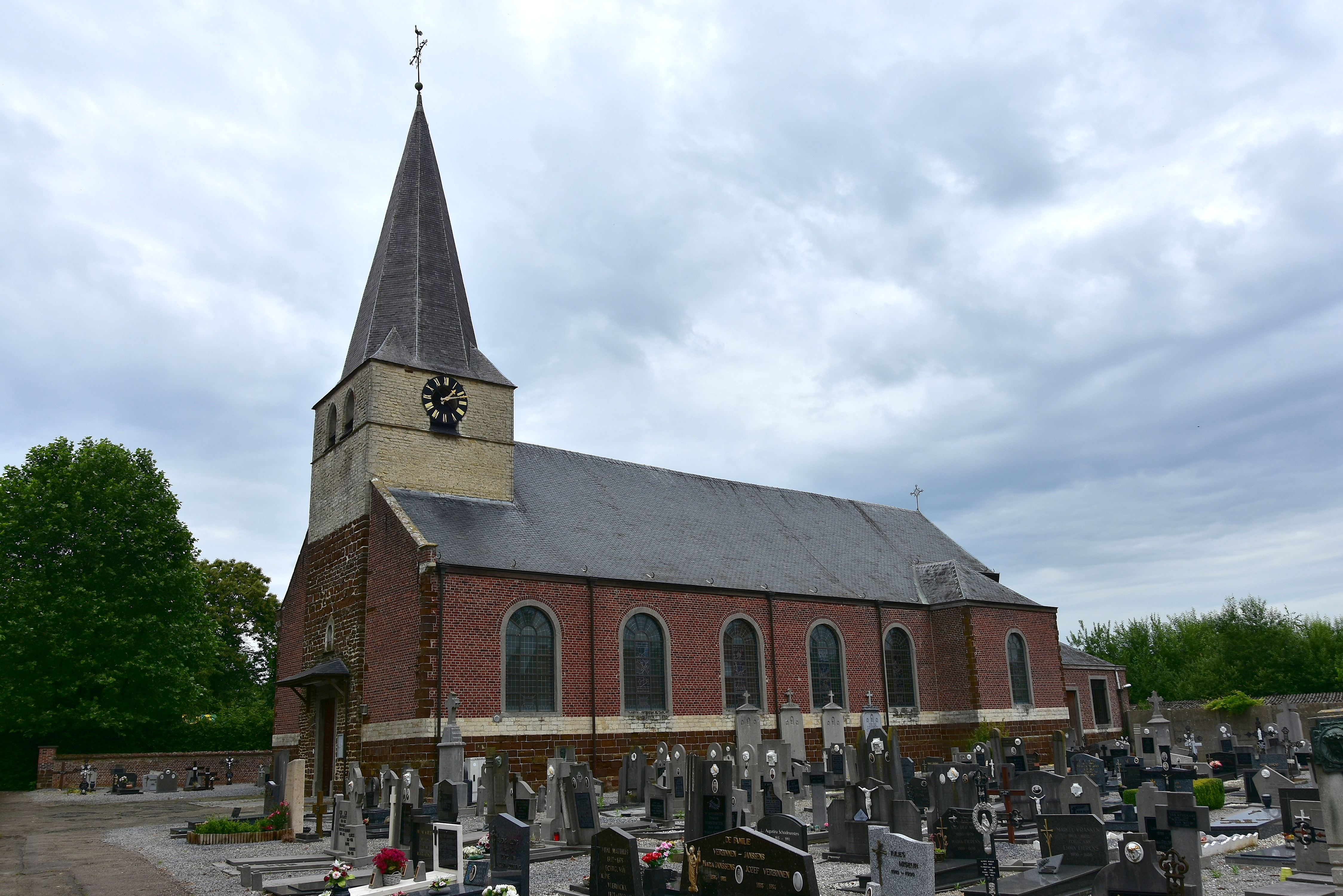
Sint-Denijskerk
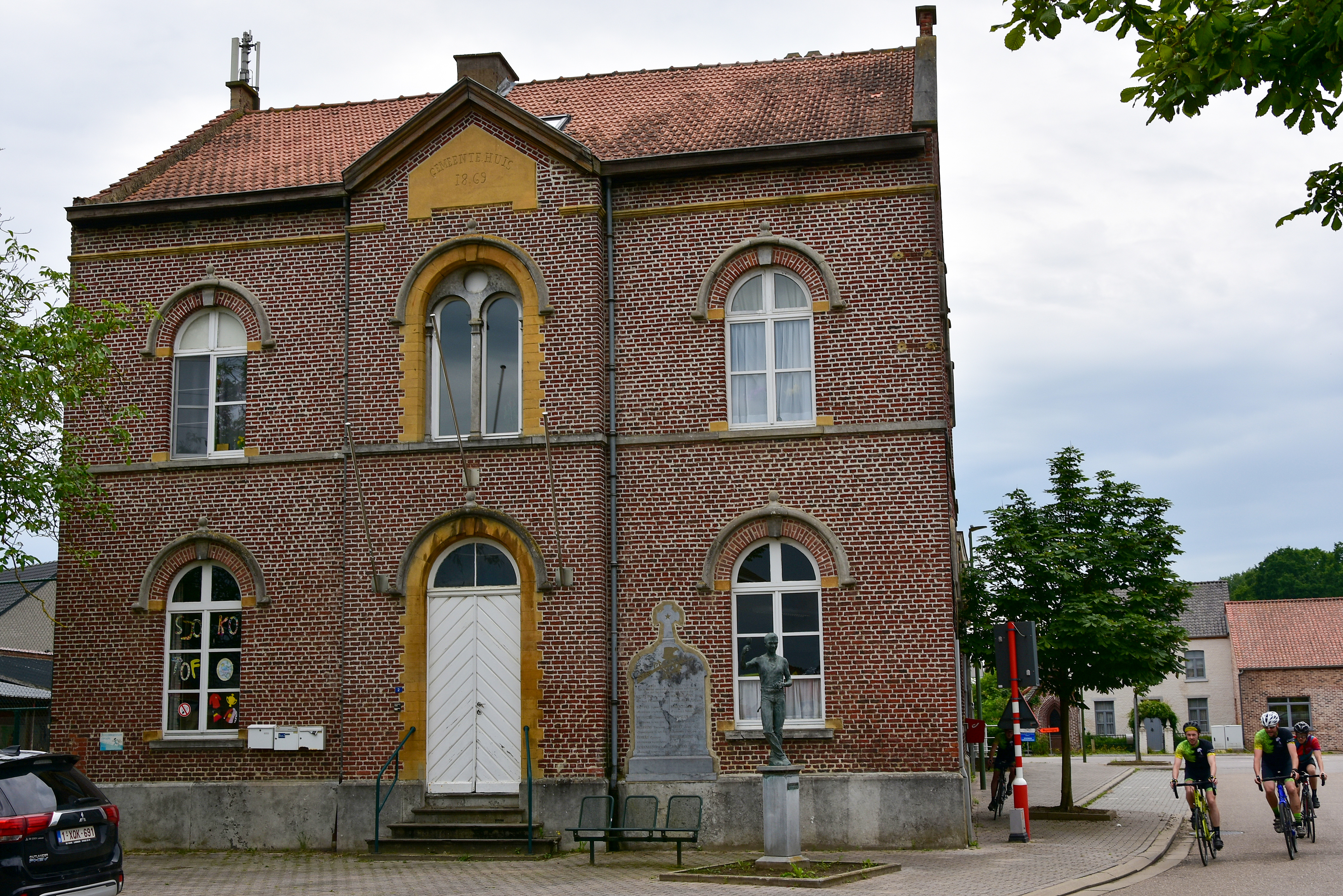
Voormalig gemeentehuis
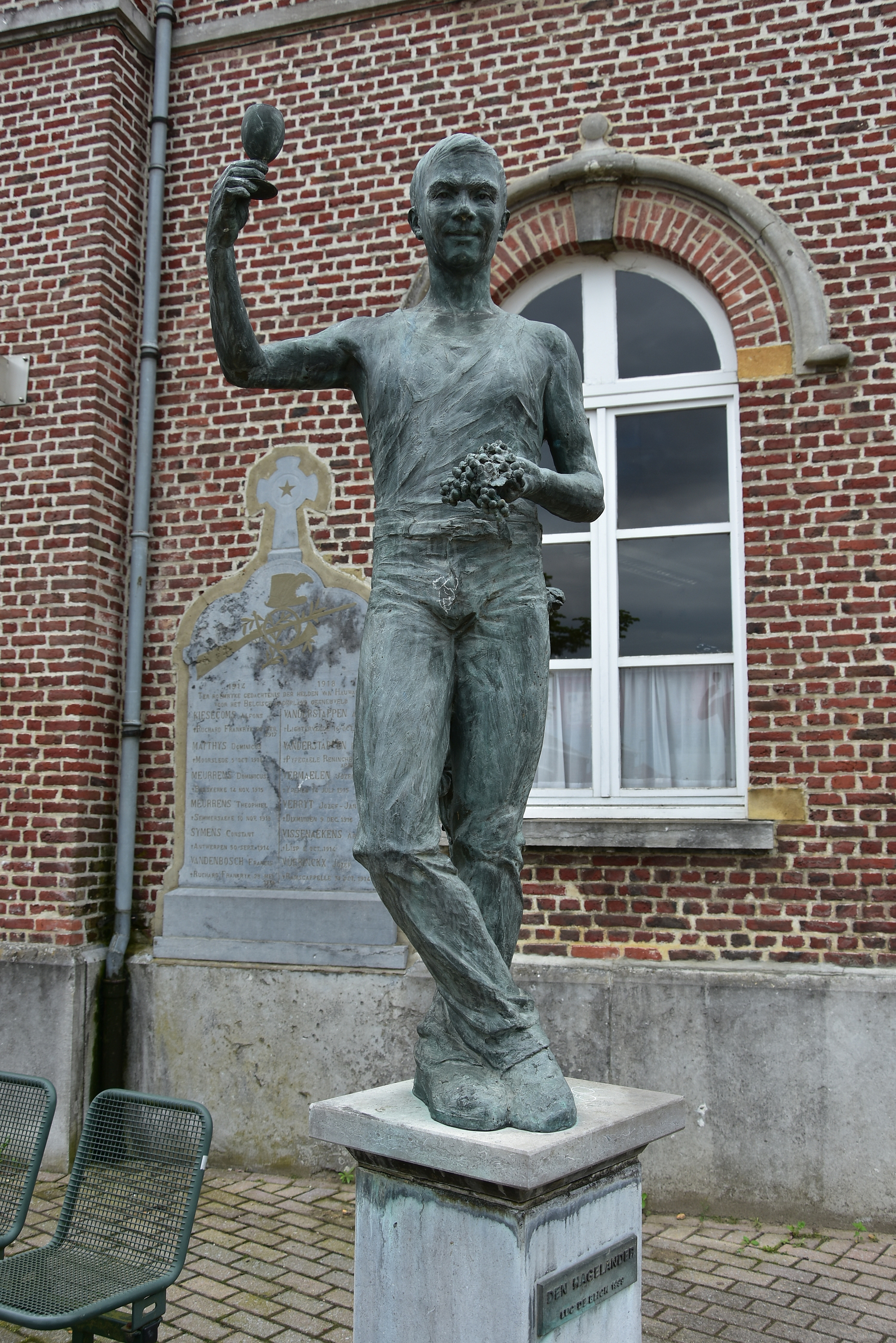
De Hagelander door Luc De Blick
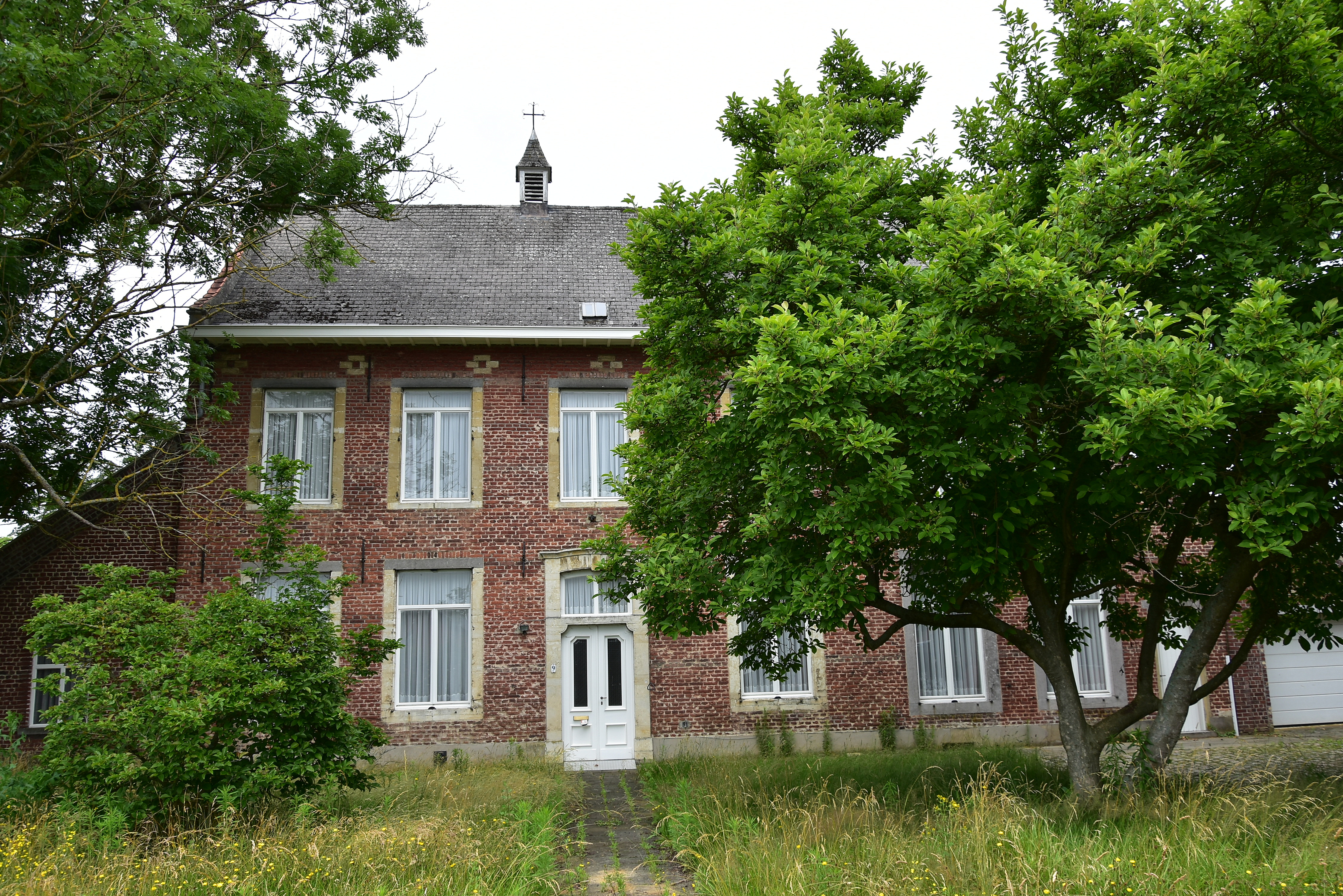
Pastorie

## Nabijgelegen kernen
Nieuwrode, Sint-Pieters-Rode, Tielt, Sint-Joris-Winge